# Константинув-Лодзький
Константи́нув-Ло́дзький (пол. Konstantynów Łódzki) — місто в центральній Польщі, на річці Нер.
Належить до Паб'яницького повіту Лодзького воєводства.
Належить до Лодзької агломерації.

## Демографія
Демографічна структура станом на 31 березня 2011 року:
|          | Загалом | Допрацездатний вік | Працездатний вік | Постпрацездатний вік |
| -------- | ------- | ------------------ | ---------------- | -------------------- |
| Чоловіки | 8286    | 1428               | 5920             | 938                  |
| Жінки    | 9471    | 1430               | 5673             | 2368                 |
| Разом    | 17757   | 2858               | 11593            | 3306                 |